# Никольская, Глафира Николаевна
Глафи́ра Никола́евна Нико́льская (род. 20 июня 1929 года, д. Шляпино, УАССР, СССР) — советский и российский учёный-педагог, переводчик, доктор педагогических наук, профессор. Автор и соавтор учебников, учебно-методических пособий по удмуртскому языку. Отличник народного просвещения РСФСР, заслуженный деятель науки УАССР (1992) и РФ (1996).

## Биография
Родилась 20 июня 1929 года в деревне Шляпино Шарканского района Удмуртской АССР.
В 1947 году окончила Якшур-Бодьинское училище, после чего работала учительницей в Ляльшурской школе. Поступила на исторический факультет Удмуртского педагогического института, но через полгода перешла на филологический факультет, который окончила в 1952 году. Глафира Николаевна прерывала учёбу, чтобы вернуться к преподаванию в школе из-за острой нехватки кадров. После окончания института преподавала русский и удмуртский языки и литературу в Ижевском педагогическом училище.
В 1958 году окончила аспирантуру в НИИ национальных школ Академии педагогических наук (ныне Федеральный институт развития образования РФ), в этом же году под руководством Ф. Ф. Советкина защитила кандидатскую диссертацию по теме «Методика обучения русской орфографии в 5 классе удмуртской школы». После аспирантуры 3 года работала старшим преподавателем Удмуртского пединститута, написав пособие по методике преподавания удмуртского языка.
С 1960 года работала в Москве в НИИ национальных школ Министерства Просвещения РСФСР старшим научным сотрудником, заведующим сектором школ народностей Крайнего Севера, Сибири и Дальнего Востока. В 1983 году защитила докторскую диссертацию по теме «Теоретические основы методики обучения русской орфографии в школах финно-угорских народов РСФСР».
С конца 1960-х до 1980-х годов в издательстве «Просвещение» регулярно издавались учебники, написанные Г. Н. Никольской в соавторстве с коллегами: программы по русскому языку для 4—10 классов национальных (нерусских) школ России и учебники по русскому языку для 5—7 и 10—11 классов национальных школ.
С 1991 года занимала должность ведущего, а с 1994 года — главного научного сотрудника лаборатории общих проблем родных языков и двуязычия. С 2002 года работала главным научным сотрудником Института содержания и методов обучения Российской академии образования. За время работы Г. Н. Никольская создала новое научно-методическое направление по проблемам билингвального обучения в национальных школах.
С начала 1990-х годов Глафира Николаевна работала профессором кафедры сценической речи Высшего театрального училища им. М. С. Щепкина в качестве преподавателя удмуртского языка и литературы, сценической речи. Переводила на удмуртский язык пьесы для студенческих постановок.

## Награды и звания
- Отличник просвещения РСФСР (1976)[2].
- Отличник народного просвещения РСФСР (1980)[2].
- Заслуженный деятель науки УАССР (1992)[2].
- Заслуженный деятель науки Российской Федерации (1996)[2].
- Премия Правительства Республики Бурятия имени академика П. Р. Атутова за заслуги в области образования и науки (1999)[3].

За годы своей деятельности Глафира Николаевна возглавляла Государственную экзаменационную комиссию факультета удмуртской филологии Удмуртского государственного университета, была Председателем диссертационного совета УдГУ по защите докторских и кандидатских диссертаций по специальности «Общая педагогика, история педагогики и образования». В 1963—1965 годах избиралась депутатом Ленинского районного Совета депутатов трудящихся Москвы, в 1991—2004 годах была председателем Московского удмуртского национально-культурного общества «Герд».